# Acanthoptura spinipennis
Acanthoptura spinipennis là một loài bọ cánh cứng trong họ Cerambycidae.